# 전라남도 농업박물관
전라남도 농업박물관(全羅南道 農業博物館)는 박물관 주변 인근 지역의 보존개발 및 관광객의 안전대책과 편의를 도모하고, 농경문화와 향토 역사유물을 수집·관리·연구·전시함으로써 전통문화를 계승 발전시키는 등 도민의 사회교육 및 정서 함양에 기여하기 위하여 설치된 전라남도청 소속기관이다. 전라남도 영암군 삼호읍 녹색로 653-11에 위치하고 있다.

## 같이 보기
- 전라남도청